# Governo provvisorio della Repubblica di Corea
Il governo provvisorio della Repubblica di Corea (대한민국 임시 정부?, 大韩民国 临时 政府?, Daehanmin-guk ImsijeongbuLR) nacque il 10 aprile 1919 a Shanghai e organizzò la resistenza contro l'occupazione giapponese iniziata nel 1905.